# Ć
Ć ، ć یکی از حروف الفبای لاتین است، برساخته از یک C با اکسان اگویی بر فراز آن. از این نویسه در چند زبان گونه‌گون بهره‌می‌برند و نشان‌دهندهٔ آوای [t͡ɕ] می‌باشد.
این حرف در اصل از الفبای لهستانی بوده و از سدهٔ نوزدهم مورد استفادهٔ زبان‌های اسلاوی جنوبی قرار گرفته‌است.